# Radiação corpuscular
Radiação corpuscular é a radiação constituída de um feixe de partículas elementares ou de núcleos atômicos, tais como elétrons, prótons, nêutrons, mésons π (pi), partículas betas e partículas alfa.
Esse tipo de radiação é originada a partir da dissociação de núcleos instáveis, que bombardeiam seu redor com 2 tipos básicos de partículas radioativas corpusculares:
alfa: constituída por 2 prótons e 2 nêutrons, é uma partícula grande e, portanto, com baixíssimo poder de penetração e baixa velocidade, 1/10 da velocidade da luz. Uma folha de papel grosso é suficiente para impedir seu avanço. A partícula é emitida  de forma aleatória em um processo radiotivo por núcleos, conhecido como emissão alfa. 
beta: constituída por 1 elétron, é uma partícula pequena com velocidade equivalente a 9/10 da velocidade da luz. Possui um poder moderado de penetração. Uma parede fina de concreto consegue impedir seu deslocamento.
Além disso, partículas radiotivas emitem raios gama, que são um tipo de emissão puramente energética. Possuem velocidade igual à da luz e altíssimo poder de penetração, tendo sua trajetória desfalcada apenas por paredes de concreto muito espessas ou placas de materiais resistentes à radiação, como o chumbo.
```
 se deve por causa do sol
```

±